# Mainzac
Mainzac [mɛ̃zak] (okzitanisch: Minzac) ist eine französische Gemeinde mit 123 Einwohnern (Stand: 1. Januar 2022) im Département Charente in der Region Nouvelle-Aquitaine. Sie gehört zum Arrondissement Angoulême, zum Kanton Val de Tardoire und zum Gemeindeverband Communauté de communes La Rochefoucauld-Porte du Périgord. Die Einwohner werden Mainzacois bzw. Mainzacoises genannt.

## Etymologie
Der Ursprung von Mainzac dürfte auf den gallorömischen Personennamen Mintius oder Magentius zurückzuführen sein. Versehen mit der besitzanzeigenden Nachsilbe -acum ergibt sich Mintiacum/Magentiacum oder die Domäne des Mintius/Magentius.

## Lage
Die Gemeinde Mainzac grenzt an das Département Dordogne; sie liegt etwa 27 Kilometer ostsüdöstlich von Angoulême und 14 Kilometer westlich von Nontron.  Nach Montbron im Norden sind es 13 Kilometer, nach Marthon im Nordwesten sieben Kilometer, nach Villebois-Lavalette im Südwesten 18 Kilometer und nach Périgueux 45 Kilometer. Umgeben wird Mainzac von folgenden sechs Nachbargemeinden:
| Feuillade | Feuillade, Souffrignac                      | Javerlhac-et-la-Chapelle-Saint-Robert (Dordogne) |
| Charras   | Kompassrose, die auf Nachbargemeinden zeigt | Javerlhac-et-la-Chapelle-Saint-Robert, Hautefaye |
| Charras   | Mareuil en Périgord (Dordogne)              | Hautefaye (Dordogne)                             |

Höchster topographischer Punkt mit 192 Meter ist ein Höhenrücken östlich des Ortskerns, der tiefste Punkt mit 119 Meter liegt im äußersten Nordwesten bei Le Maine au Clair. Die absolute Höhendifferenz beträgt 73 Meter.
Neben dem Ortskern von Mainzac besteht die Gemeinde aus folgenden Weilern, Gehöften, einem Schloss und Geländepunkten:
Bois du Lac, Chevalerias, Chez Bomby, Faurias, Ferdinas, La Breuille, La Chabrie, La Combe, La Ferrière, La Grande Metairie, La Jaumerie, La Voûte, Labadias, Le Breuil, Le Brouillas, Le Maine au Clair, Le Rocher, Les Breuilles, Les Fouilloux, Les Pradeaux, Les Rocs, Puymasson und Remondias.

### Verkehrsanbindung
Mainzac liegt etwas abseits von größeren Verkehrsadern. So verläuft die D 4 (D 75 in der Dordogne) von Angoulême nach Nontron über Marthon und Javerlhac  5 Kilometer weiter nördlich und die D 16 von Montmoreau-Saint-Cybard nach Confolens über Villebois und Montbron 6 Kilometer weiter nordwestlich. Im Ortskern treffen die D 93 von La-Chapelle-Saint-Robert nach Charras, die D 65 von Souffrignac nach Hautefaye und die von Marthon kommende D 111 aufeinander.

## Hydrographie
Die Gemeinde Mainzac befindet sich auf einem südlich des Bandiats gelegenen verkarsteten Kalkplateau und besitzt daher über keinerlei Wasserläufe. Der Ortskern liegt aber in unmittelbarer Nähe eines nach Nordwesten ziehenden Trockentals. Auch auf der Westseite des Gemeindegebiets verläuft ein weiteres Trockental. Dieses beginnt bei Puymasson, zieht nach Norden und biegt dann am tiefsten Punkt auf Nordwesten. Beide Talsysteme enden blind und sind gut 20 Meter in die Plateaufläche eingeschnitten.

## Geologie
Das auf einer durchschnittlichen Höhe von 160 Meter liegende Plateau wird aus flach liegenden Kalksedimenten des nordöstlichen Aquitanischen Beckens aufgebaut. Die mitteljurassische Schichtfolge umfasst Bathonium (Formation j1c-3a) und Callovium (Formation j3). Das etwa 20 Meter mächtige Bathonium besteht aus weißen bis beigen, kryptokristallinen, teils an Bioklasten reichen Fossilkalken, die in vier unterschiedlichen Sequenzen auftreten. Das 25 Meter mächtige Callovium zeigt kreidigen Charakter und tritt in zwei Sequenzen auf. Anwesend sind Trocholinen (Foraminiferen), Pelletoide, Onkolithen und Stromatolithen. Erwähnenswert sind gelegentliche, bis zu 10 Zentimeter große Lithoklasten.
Der Schichtverband ist nur wenig gestört – auskartiert wurden zwei kleine, Nordnordost-streichende Verwerfungen südwestlich von Remondias.
Auf den Höhenlagen um den Bois du Lac sowie um Puymasson, Faurias und Le Maine au Clair werden die Kalksedimente von pleistozänem Kolluvium verdeckt (Formation AC). Die beiden Trockentäler (im Französischen auch combes genannt) werden von holozänem Alluvium der Formation Fy-z verfüllt – ziegelrote Tone und Feinsande vermischt mit Kiesgeröllen aus Quarz, Quarzit und Kalk.
Bei Mainzac wurde früher – wie auch in den Nachbargemeinden Souffrignac und Javerlhac-La-Chapelle-Saint-Robert – etwas Eisen aufgelesen, das aus dem tertiären, das Callovium überdeckenden Sidérolithique stammte und dann in Schmieden im Bandiattal zwischen Feuillade und Javerlhac verarbeitet wurde. Ein Teil des Erzes ging zeitweise auch nach Ruelle-sur-Touvre.

## Geschichte
Mainzac war im Jahr 1272 als Minziaco urkundlich bekannt und hieß im 14. Jahrhundert dann Minzac, Minzaco und Minzacum. Das in der Gemeinde gesprochene Okzitanische hat die Form Minzac bewahrt.
Ältestes architektonisches Zeugnis in der Gemeinde ist die Krypta in der romanischen Ortskirche Saint-Maurice aus dem 10. Jahrhundert. Die Kirche selbst stammt aus dem 12. Jahrhundert. Neben der Kirche stand ein altes Schloss, von dem jetzt nur noch wenige Reste erhalten sind. Seine Eigner sind bis ins 12. Jahrhundert zurückzuverfolgen. Dieser alte Herrensitz gehörte einst dem Bistum Angoulême an. Das Schloss Remondias war ein weiterer Herrensitz, der ebenfalls dem Bistum Angoulême unterstand. Es kann mindestens bis ins 15. Jahrhundert datiert werden.

## Bevölkerungsentwicklung
| Jahr                       | 1962 | 1968 | 1975 | 1982 | 1990 | 1999 | 2007 | 2019 |
| Einwohner                  | 177  | 157  | 121  | 110  | 121  | 102  | 111  | 115  |
| Quellen: Cassini und INSEE |      |      |      |      |      |      |      |      |

Die Bevölkerungsentwicklung war bis 1982 rückläufig und hat sich seitdem unter Schwankungen stabilisiert.

## Sehenswürdigkeiten

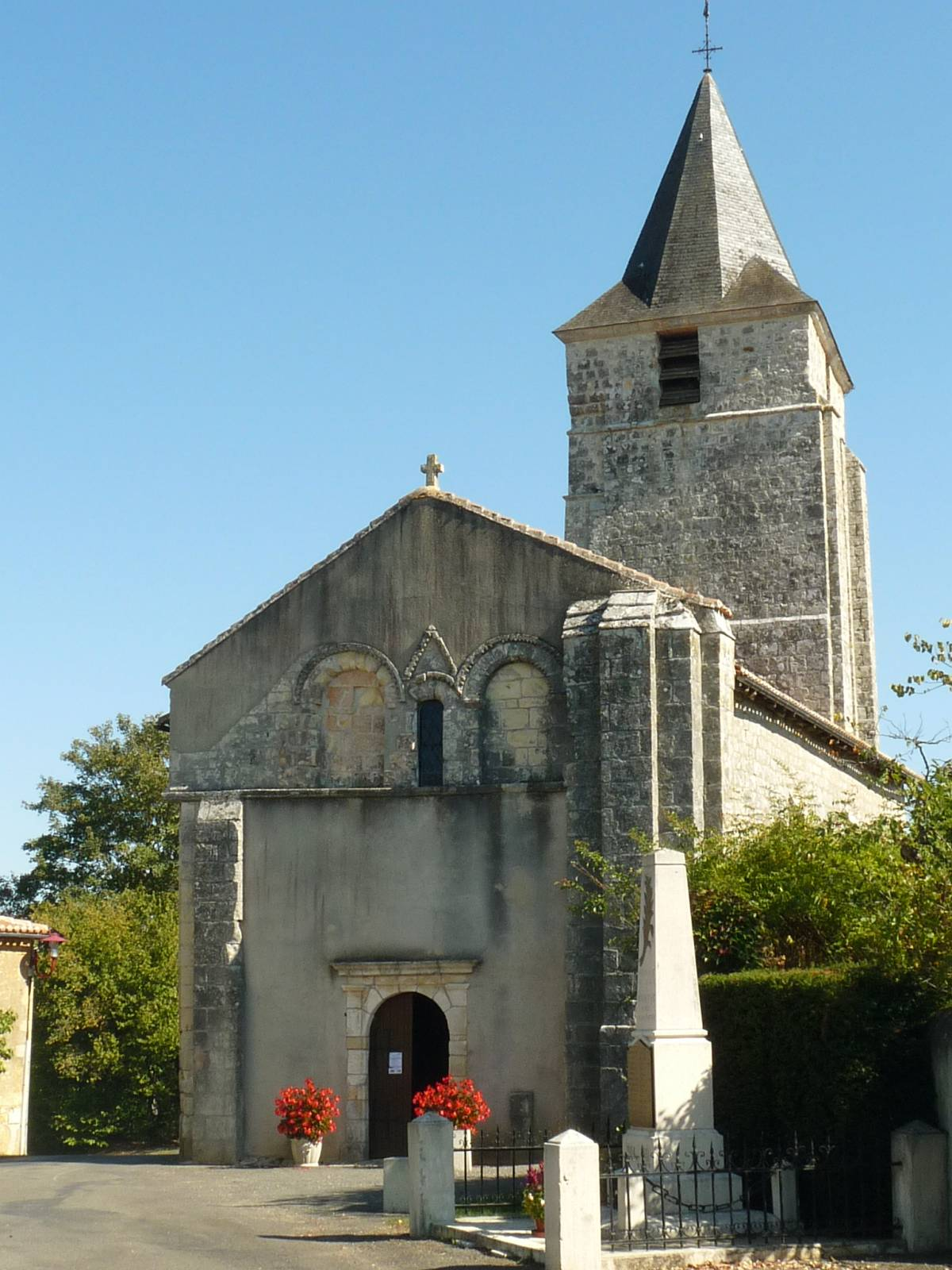
Kirche Saint-Maurice

- Kirche Saint-Maurice aus dem 12. Jahrhundert mit Krypta aus dem 10. Jahrhundert
- Schloss von Remondias aus dem 15. Jahrhundert

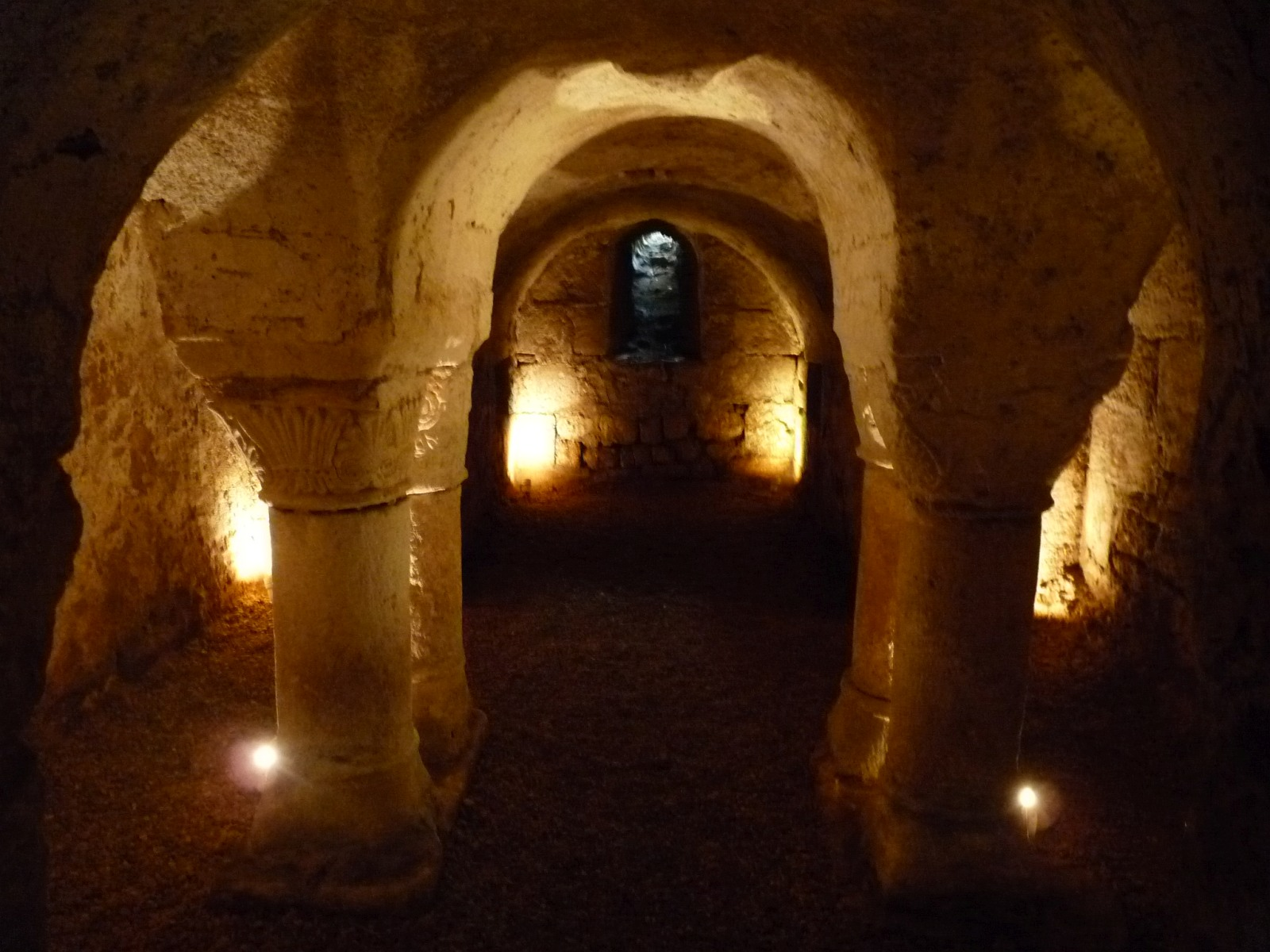
Krypta unter Saint-Maurice
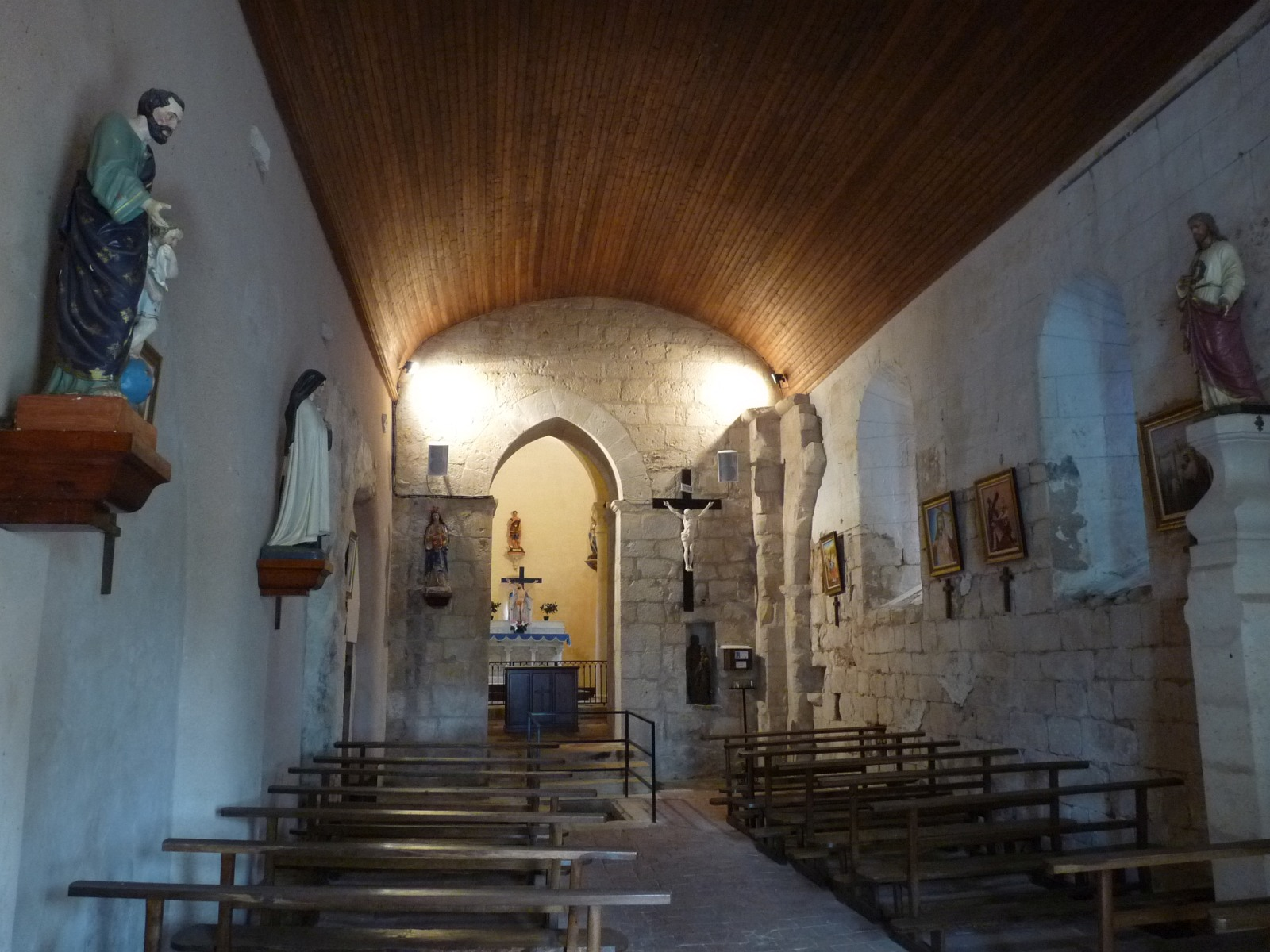
Kircheninneres von Saint-Maurice
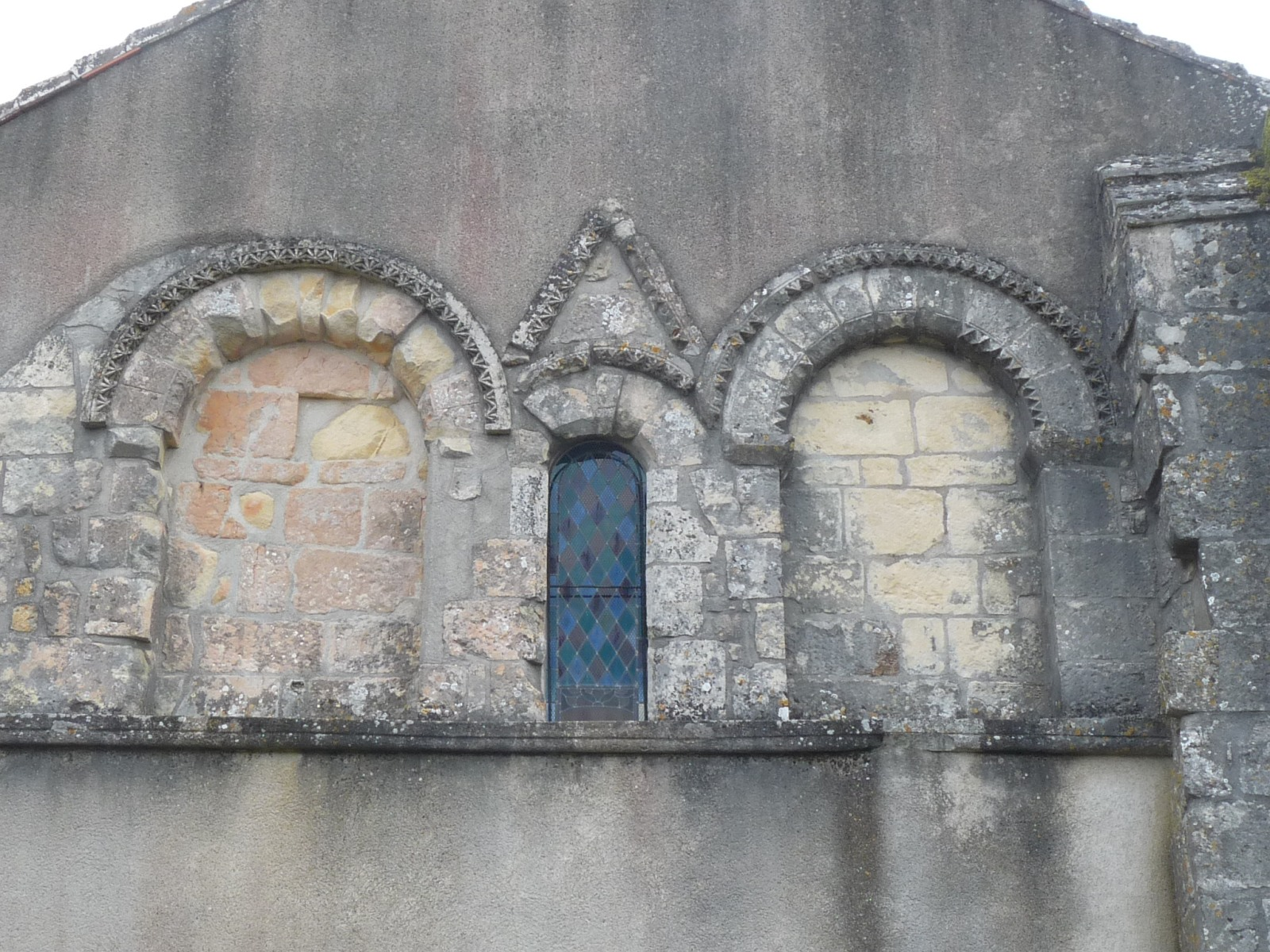
Detailansicht der Westfassade
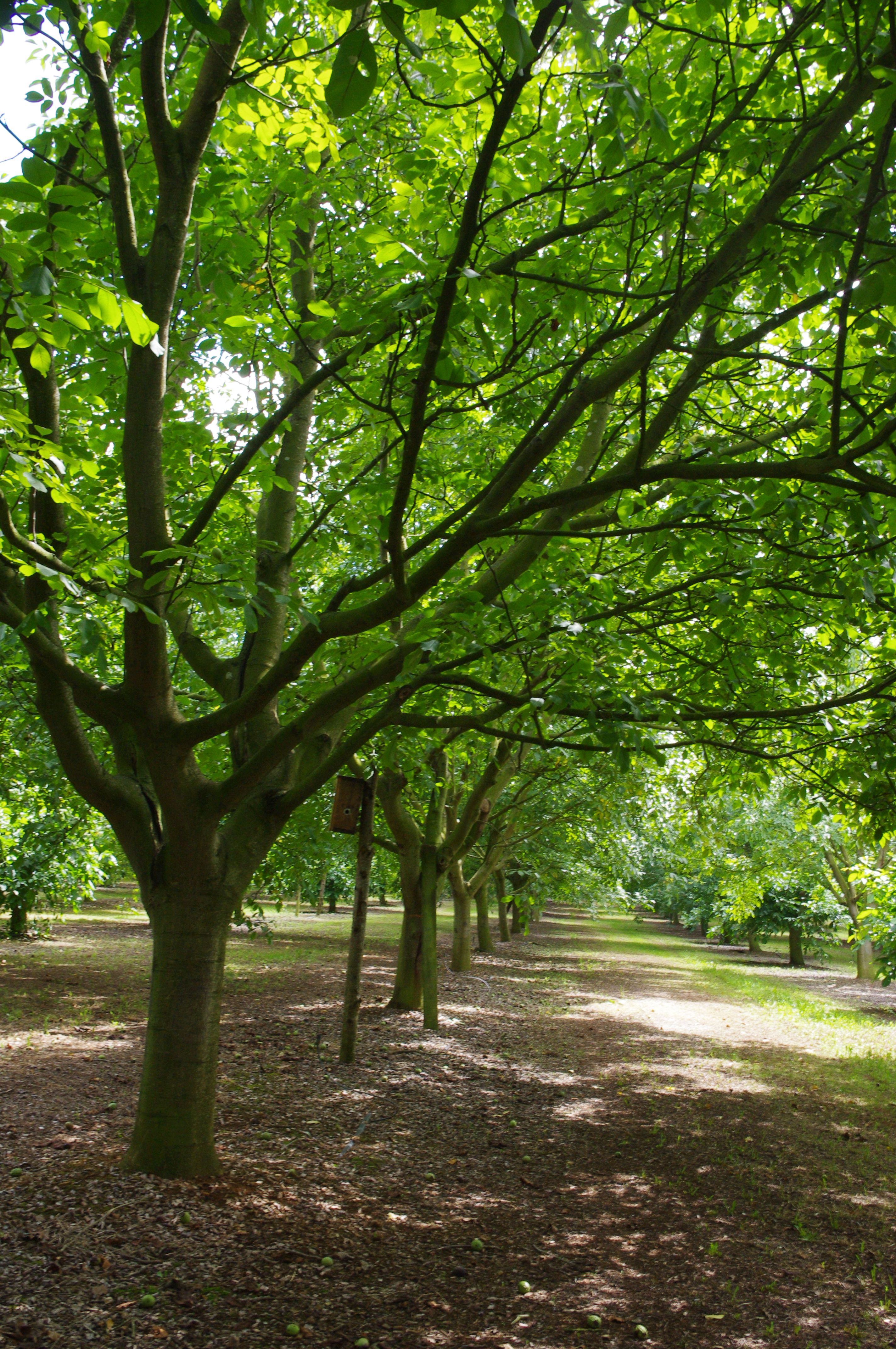
Walnussplantage